# Historia architektury angielskiej
Historia architektury angielskiej jest specyficzna i odbiega od historii architektury na kontynencie europejskim. Okresy stylistyczne nie dają się łatwo wyróżnić, ich czas trwania jest odmienny.
Dominującym stylem był gotyk, który trwał nieprzerwanie od XII do XIX wieku w różnych odmianach i pod różnymi nazwami. Określenie neogotyk jest zatem nieprecyzyjne w zastosowaniu wobec architektury angielskiej, gdyż w pewnym sensie stanowi on rzeczywistą kontynuację gotyku. Wśród gothic revival dają się wyróżnić nawiązania do poszczególnych okresów średniowiecznego gotyku, np. pochodzący z połowy XIX w gmach Parlamentu i Big Ben to wierna kopia stylu Gothic Perpendicular (występującego od połowy XIV wieku)

## Epoki stylistyczne na przykładzieLondynu
- Architektura rzymska (Roman)

- Architektura przedromańska i romańska (Romanesque):

- - Saxon - od 500 do 1066r - (All-Hallows-by-the-Tower - tylko fundamenty i posadzki)
  - Norman - od 1066 do 1200r - Tower of London

- Architektura gotycka (Gothic):

- - Early English od 1190
  - Decorated Style od 1290
  - Perpendicular Style od 1330 (St Giles Cripplegate)

- Styl Tudorów - późny gotyk angielski (Hampton Court, St James's Palace)

- Architektura renesansowa (English Renaissance) od 1528

- Barok i klasycyzm (Classical):
  - Palladianizm (Palladian) od 1622 (St Pauls Covent Garden, Queen's House Greenwich)
  - Dutch Style od 1630
  - Wren Style 1660-1730 (St Pauls Cathedral i większość kościołów w City)
  - English Baroque od 1705 (St Georges Bloomsbury)
  - Georgian Gothic od 1720 (wieża w St Margaret Westminster)
  - Palladian Revival  od 1720 (St Martin-in-the-Field)
  - Styl Adamów (Adam Style) 1760-1790
  - Greek Revival od 1766(St Pancras)

- Neogotyk (Gothic Revival) od 1824
- Neoromanizm (Romanesque Revival) od 1860 (St Pancras, Natural History Museum)
- Neobarok (Neo-Wren, Neo-Queen Anne, Neo-Georgian) od 1870 (Brompton Oratory)

- Modernizm (functionalism, modern movement) od 1950

- Brutalizm (Brutalism) od 1960
- Postmodernizm (Post-Modernism) od 1980